# Alburnus caeruleus
Alburnus caeruleus är en fiskart som beskrevs av Heckel, 1843. Alburnus caeruleus ingår i släktet Alburnus och familjen karpfiskar. Inga underarter finns listade i Catalogue of Life.